# George Poinar
George O. Poinar, Jr., né en 1936 dans l'État de Washington) est un entomologiste américain. Il est connu pour avoir expérimenté l'idée d'extraire de l'ADN des insectes fossilisés dans l'ambre, une idée popularisée en 1990 par Michael Crichton dans son roman Jurassic Park, adapté au cinéma en 1993 par Steven Spielberg sous le titre Jurassic Park.

## Biographie
Poinar a obtenu un B.S. et un M.S. à l'université Cornell où il est resté pour son doctorat ; il y a obtenu un Ph.D. en biologie en 1962. Il a passé la plupart de sa carrière de chercheur à l'université de Californie à Berkeley, au département d'entomologie, division de pathologie entomologique.
Il y a mené des recherches sur la culture axénique des nématodes, sur les nématodes parasites d'insectes et sur les associations d'insectes et de nématodes conservés dans l'ambre.
En 1992, une équipe constituée de Poinar, de son épouse, de son fils Hendrik Poinar (en) et du docteur Raúl J. Cano de l'université d'État polytechnique de Californie a réussi à extraire de l'ADN d'un charançon libanais conservé dans l'ambre et datant de  125 millions d'années, mais des études plus récentes sur l'ADN ancien jettent un doute sur ce résultat.
En 1995, Poinar a déménagé dans l'Oregon, où il a ouvert avec son épouse Roberta Poinar, une collègue de Berkeley, l'Institut de l'ambre. Il a alors reçu une nomination de courtoisie au département d'entomologie de l'université d'État de l'Oregon.
En 2016, Poinar a annoncé la découverte d'une nouvelle espèce végétale, apparentée au café daté de 45 millions d'années, qu'il a trouvée dans l'ambre. Nommée Strychnos electri, d'après le mot grec "électron" pour désigner l'ambre, les fleurs représentent les premiers fossiles d'une Astéridée.
En 2017, Poinar a publié un article décrivant une fleur fossilisée et son pollinisateur potentiel. L'article décrit une fleur d'asclépiade ancestrale nommée Discoflorus neotropicus, et un termite transportant une pollinie, le tout recouvert d'ambre dominicain.
Le fils de Poinar, Hendrik Poinar (en), est chercheur en génétique au département d'anthropologie de l'université McMaster, en Ontario.

## Publications

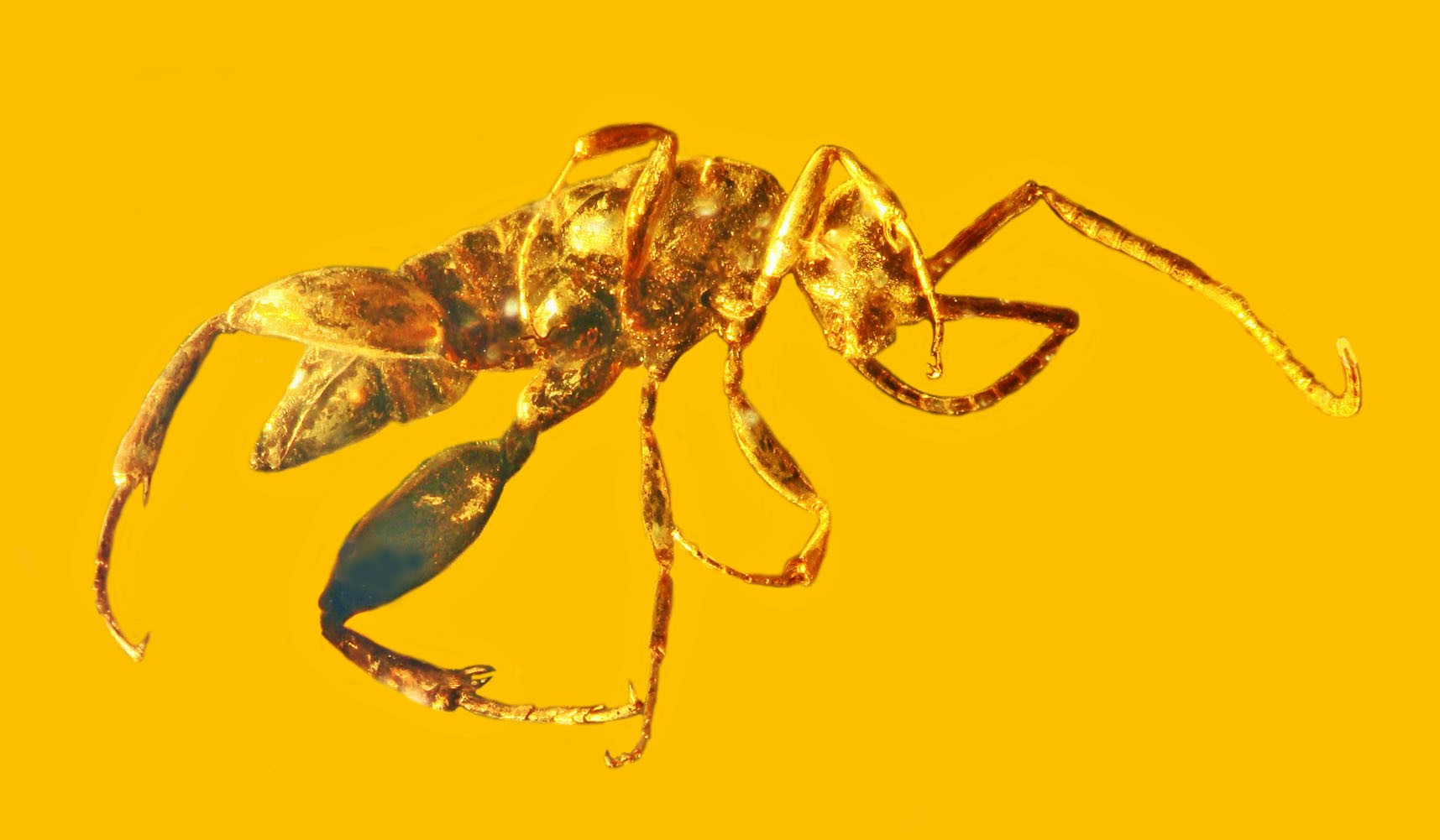
Aptenoperissus burmanicus, espèce d'hyménoptères trouvée dans l'ambre de Birmanie et décrite par Poinar, Rasnitsyne et Brown en 2017.

- (en) Life in Amber (1992), sur les différentes formes de vies conservées dans l'ambre.
- (en) Amplification and sequencing of DNA from a 120-135-million-year-old weevil (1993)
- (en) The Quest for Life in Amber (1994)
- (en) The Amber Forest: A Reconstruction of a Vanished World (1999), avec Roberta Poinar.
- (en) Lebanese Amber: The Oldest Insect Ecosystem in Fossilized Resin, (2001)
- (en) George (and Roberta) Poinar, Jr (and Poinar), What Bugged the Dinosaurs?: Insects, disease, and death in the Cretaceous, Princeton University Press, 2008